# یکی از این شب‌ها
یکی از این شب‌ها (به انگلیسی: One of These Nights) چهارمین آلبوم استودیویی از گروه ایگلز می‌باشد که در تاریخ ۱۰ ژوئن ۱۹۷۵ در سبک‌های راک، کانتری و فولکلور منتشر شد. این آلبوم در همان سال موفق شد به عنوان بهترین آلبوم ماه ژوئیه دست یابد. این آلبوم با چهار میلیون نسخه فروش توانست نامزد جایزه گرمی برای بهترین آلبوم سال شود. همچنین آهنگ چشمان ریاکار توانست نامزد جایزه گرمی برای بهترین ضبط سال شود. برای نخستین بار گروه ایگلز توانست جایزه گرمی برای بهترین اجرای پاپ را کسب کند.

یکی از این شب‌ها آخرین آلوم از گروه ایگلز است که برنی لیدن گیتاریست در آن حضور دارد، کسی که جو والش جای او را بعدها گرفت. لیدن پس از کنسرت یکی از این شب‌ها این گروه را ترک کرد. این آلبوم یک موفقیت تجاری برای گروه بود، آنه‌ا را به ستاره‌های بین‌المللی و به عنوان گروه شماره یک آمریکا تبدیل کرد. آن‌ها برای تبلیغ آلبوم به یک تور جهانی رفتند.

## جوایز
| سال  | نامزدی / اثر                | جایزه                                 | نتیجه    |  |
| ---- | --------------------------- | ------------------------------------- | -------- |  |
| ۱۹۷۶ | چشمان ریاکار                | جایزه گرمی برای بهترین ضبط سال        | نامزدشده |  |
| ۱۹۷۶ | چشمان ریاکار                | جایزه گرمی برای بهترین اجرای پاپ      | برنده    |  |
| ۱۹۷۶ | یکی از این شب‌ها (گری بوردن) | جایزه گرمی برای بهترین بسته‌بندی آلبوم | نامزدشده |  |
| ۱۹۷۶ | یکی از این شب‌ها             | جایزه گرمی برای بهترین آلبوم سال      | نامزدشده |  |

## فهرست ترانه‌ها
1. یکی از این شب‌ها
خواننده: دان هنلی
2. دست‌های بسیار
خواننده: رندی میسنر
3. هالیوود والتز
خواننده: دان هنلی
4. سفر جادوگر
خواننده: موسیقی بیکلام
5. چشمان ریاکار
خواننده: گلن فرای
6. آن را به حد خود برسان
خواننده: رندی میسنر
7. چشم‌اندازها
خواننده: دن فلدر به همراه دان هنلی، رندی میسنر، برنی لیدن و گلن فرای
8. پس از رفتن هیجان
خواننده: گلن فرای و دان هنلی
9. آرزو می‌کنم در صلح باشی
خواننده: برنی لیدن